# ŽFK Ekonomist
Le Ženski Fudbalski Klub Ekonomist (en monténégrin : Женски Фудбалски Клуб Економист), plus couramment abrégé en ŽFK Ekonomist, est un club monténégrin de football féminin fondé en 2007 et basé dans la ville de Nikšić. En 2012, il est devenu le premier club féminin du Monténégro à participer à la Ligue des champions féminine de l'UEFA. Le club a reçu le soutien de Meridianbet.

## Histoire
Le club participe de 2009 à 2011 à un tournoi annuel, le Trophée FSCG, dont les matchs ne durent que 60 minutes. Il s'agit alors de la seule compétition nationale au Monténégro. Le ŽFK Ekonomist se classe deuxième en 2009 et remporte le tournoi en 2011.
La Fédération monténégrine inaugure la première saison du Championnat du Monténégro en 2011-2012, à laquelle participent six clubs dont l'Ekonomist, qui est sacré champion à l'issue de la dernière journée. Le titre est conservé la saison suivante.

## Palmarès
| Compétitions nationales |
| --- |
| - Championnat du Monténégro (4) : - Champion : 2012, 2013, 2014 et 2015. - Vice-champion : 2016, 2017 et 2018. - Trophée FSCG (1) : - Vainqueur : 2011. - 2e place : 2009 et 2010 |

## Classements par saison
Historique des classements par saison – ŽFK Ekonomist:
| Saison  | Compétition  | Classement |
| ------- | ------------ | ---------- |
| 2008-09 | Trophée FSCG | 2e place   |
| 2009-10 | Trophée FSCG | 2e place   |
| 2010-11 | Trophée FSCG | Vainqueur  |
| 2011-12 | 1. ŽFL       | Champion   |
| 2012-13 | 1. ŽFL       | Champion   |
| 2013-14 | 1. ŽFL       | Champion   |
| 2014-15 | 1. ŽFL       | Champion   |
| 2015-16 | 1. ŽFL       | 2e place   |
| 2016-17 | 1. ŽFL       | 2e place   |
| 2017-18 | 1. ŽFL       | 2e place   |
| 2018-19 | 1. ŽFL       | 3ème place |
| 2019-20 | 1. ŽFL       | 3ème place |
| 2020-21 | 1. ŽFL       | 3ème place |
| 2021-22 | 1. ŽFL       | 3ème place |
| 2022-23 | 1. ŽFL       | 3ème place |
| 2023-24 | 1. ŽFL       | 3ème place |

## Résultats en compétitions de l’UEFA
| Saison  | Compétition         | Phase              | Adversaire        | Résultat |
| ------- | ------------------- | ------------------ | ----------------- | -------- |
| 2012–13 | Ligue des champions | Phase préliminaire | Bobruichanka      | 1–5      |
| 2012–13 | Ligue des champions | Phase préliminaire | Unia Racibórz     | 1–7      |
| 2012–13 | Ligue des champions | Phase préliminaire | Slovan Bratislava | 0–8      |
| 2013–14 | Ligue des champions | Phase préliminaire | Klaksvík          | 1–1      |
| 2013–14 | Ligue des champions | Phase préliminaire | Zürich            | 1–4      |
| 2013–14 | Ligue des champions | Phase préliminaire | Atlético Ouriense | 1–1      |
| 2014–15 | Ligue des champions | Phase préliminaire | Pomurje           | 0–4      |
| 2014–15 | Ligue des champions | Phase préliminaire | MKT               | 0–1      |
| 2014–15 | Ligue des champions | Phase préliminaire | Pärnu JK          | 1–2      |
| 2015–16 | Ligue des champions | Phase préliminaire | Pomurje           | 0–4      |
| 2015–16 | Ligue des champions | Phase préliminaire | Olimpia Cluj      | 1–6      |
| 2015–16 | Ligue des champions | Phase préliminaire | Pärnu JK          | 1–2      |

## Joueuses notables
| - Slađana Bulatović - Jasna Đoković - Darija Đukić - Tatjana Đurković | - Modèle:FlaGicon Armisa Kuč - Jelena Sturanović - Ivona Turčinović - Andreja Vidić |